# Vohančice
Vohančice (deutsch Wohantschitz, früher Wohantschütz) ist eine Gemeinde in Tschechien. Sie liegt vier Kilometer südwestlich von Tišnov und gehört zum Okres Brno-venkov.

## Geographie
Vohančice befindet sich in der Boskowitzer Furche linksseitig über dem Tal des Baches Heroltický potok. Nordöstlich erhebt sich die Kozí brada (366 m), im Osten der Bačkovec (419 m), südöstlich die Strážná (393 m) und im Nordwesten der Nad Zámkem (476 m).
Nachbarorte sind Žernůvka und Závist im Norden, Tišnov im Nordosten, Březina im Osten, Heroltice im Südosten, Holasice und Lažánky im Süden, Pejškov im Südwesten, Deblín im Westen sowie Čížky im Nordwesten.

## Geschichte
Die erste schriftliche Erwähnung des Dorfes erfolgte 1255 in einer Urkunde des Klosters Saar, in der Macek von Vohančice und sein gleichnamiger Sohn als Zeuge auftraten. Sitz des Geschlechts, das im 13. Jahrhundert als Lokatoren die Besiedlung der Gegend vorantrieb, war die Feste nördlich des Dorfes. Besitzer von Vohančice war im Jahre 1390 Pavel Šilhéř von Vohančice, 1437 gehörte die Herrschaft Hašek von Vohančice. Ein Teil der Familie von Vohančice stand in den Diensten der Pernsteiner. Das Geschlecht erweiterte zum Ende des 15. Jahrhunderts seinen Besitz. Beneš von Vohančice kaufte 1494 von Vratislav von Pernstein u. a. das Dorf und die Mühle Skalička sowie das Dorf und die Feste Horní Rozsíčka. In der Mitte des 16. Jahrhunderts setzte zeitgleich mit den Pernsteinern auch der Niedergang des Rittergeschlechts Vohanský bzw. Vahanský ein. Zwar erwarben sie in der 2. Hälfte des 16. Jahrhunderts noch Křoví hinzu, doch bereits 1569 verkaufte Jan Vohanský von Vohančice Křoví an Heinrich/Jindřich Březnický von Náchod. Vier Jahre später verkaufte er auch die Feste Vohančice einschließlich des Vorwerkshofes an Johann Berger von Berg (Jan Pergarovi z Pergu). Unter Karl Berger von Berg erfolgte ab 1596 der Umbau der Feste zu einem kleinen Schloss. Wegen seiner Beteiligung am Ständeaufstand von 1618 wurden nach der Schlacht am Weißen Berg durch Güter des Johann Christoph Berger von Berg konfisziert und 1623 an den Oberhauptmann des Bistums Olmütz, Hans von Melsing verkauft. 1636 erwarb der Gardehauptmann der Kaiserin Maria, Alonso de Castro, die Herrschaft Vohančice mit den zugehörigen Dörfern Vohančice, Závist und Heroltice. Er ließ das Schloss umbauen und stark vergrößern. Dabei überschuldete er sich und sein Carlo musste den Besitz an Paul Albrecht von Teuburg verkaufen. Dieser veräußerte ihn 1676 an Heinrich Slawikowetz von Slawikow. Dessen Witwe Franziska Elisabeth, nochmals verheiratete Dubský, verkaufte Vohančice 1694 an Karl Maximilian Lev von Rosental. Im Jahre 1701 erwarb die Stadt Brünn das Gut Vohančice zur Vergrößerung des Gutes Deblín und schloss es an die Herrschaft Kuřim an. 1793 bestand Vohančice 14 Häusern und hatte 102 Einwohner. Bis zur Mitte des 19. Jahrhunderts blieb Vohančice dann immer zu Kuřim zugehörig.
Nach der Aufhebung der Patrimonialherrschaften bildete Vohančice ab 1850 einen Ortsteil von Tischnowitz im Brünner Bezirk und Gerichtsbezirk Tischnowitz. 1868 entstand die Gemeinde Vohančice mit dem Ortsteil Závist. Seit 1896 gehörte Vohančice zum neu gebildeten Bezirk Tischnowitz. Im Jahre 1938 wurde die Straße von Vohančice nach Závist als Anschluss zur Bezirksstraße Deblín-Tišnov hergestellt. Nach der Auflösung des Okres Tišnov kam die Gemeinde Vohančice mit Beginn des Jahres 1961 zum Okres Brno-venkov. 1986 wurde Vohančice nach Tišnov eingemeindet. Im Jahre 1990 entstand die Gemeinde Vohančice wieder. Der frühere Ortsteil Závist verblieb bei Tišnov; seit 2002 gehört er zu Předklášteří.

## Gemeindegliederung
Für die Gemeinde Vohančice sind keine Ortsteile ausgewiesen.

## Sehenswürdigkeiten
- Schloss Vohančice, die dreiflüglige zweistöckige Anlage befindet sich am nördlichen Ortsrand unterhalb des Berges Nad Zámkem. In den Jahren 1596 bis 1600 ließ Karl Berger von Berg die alte Feste aus dem 13. Jahrhundert zu einem einflügeligen Renaissanceschloss ausbauen. Ab 1636 begann unter Alfons de Castro der Anbau zwei barocker Flügel. Nachdem die Stadt Brünn 1701 Besitzer von Vohančice geworden war, diente das Schloss als Gutsverwaltung und Beamtenwohnsitz. 1948 ging das Schloss in die Rechtsträgerschaft der JZD Vohančice über, die es verkommen ließ. Nach 1990 kam das Schloss in Restitution an die Stadt Brno zurück, die es wenig später verkaufte. Derzeit erfolgte eine schrittweise Instandsetzung.
- Kapelle des hl. Josef, errichtet 1906 anstelle einer Betsäule